# Euphorbia armourii
Euphorbia armourii är en törelväxtart som beskrevs av Charles Frederick Millspaugh. Euphorbia armourii ingår i släktet törlar, och familjen törelväxter. Inga underarter finns listade i Catalogue of Life.